# Wormlage

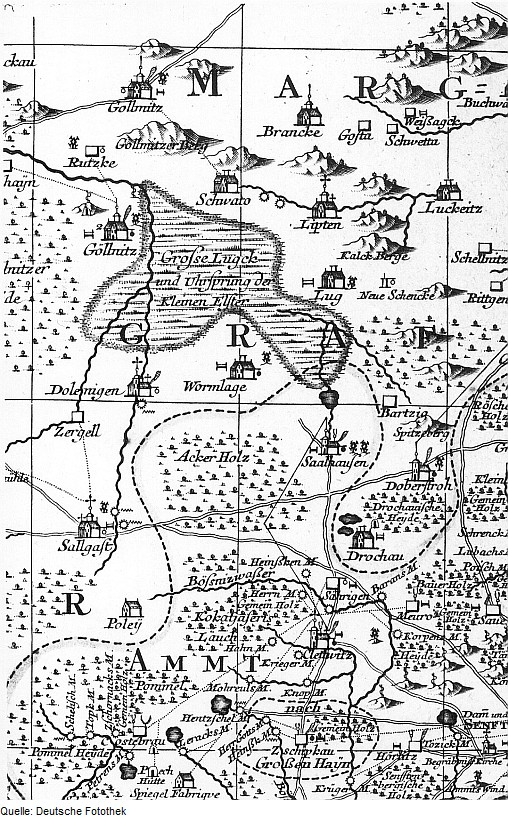
Lage Wormlages im Ämteratlas von 1757

Wormlage (niedersorbisch Wórmlag) ist ein Ortsteil der südbrandenburgischen Stadt Großräschen im Landkreis Oberspreewald-Lausitz.

## Geografie
Der Ort Wormlage liegt in der Niederlausitz. Er ist der westlichste Ortsteil der Stadt Großräschen. Östlich befinden sich der Ortsteil Barzig und die Stadt Großräschen. Im Süden grenzen der Ortsteil Saalhausen und die Schipkauer Gemeindeteile Drochow und Annahütte. Im Norden befinden sich die Ortsteile der Gemeinde Bronkow, Lipten und Lug. Westlich von Wormlage liegt die Gemeinde Sallgast mit ihren Orten Dollenchen, Sallgast und Göllnitz, die bereits zum Landkreis Elbe-Elster gehört.

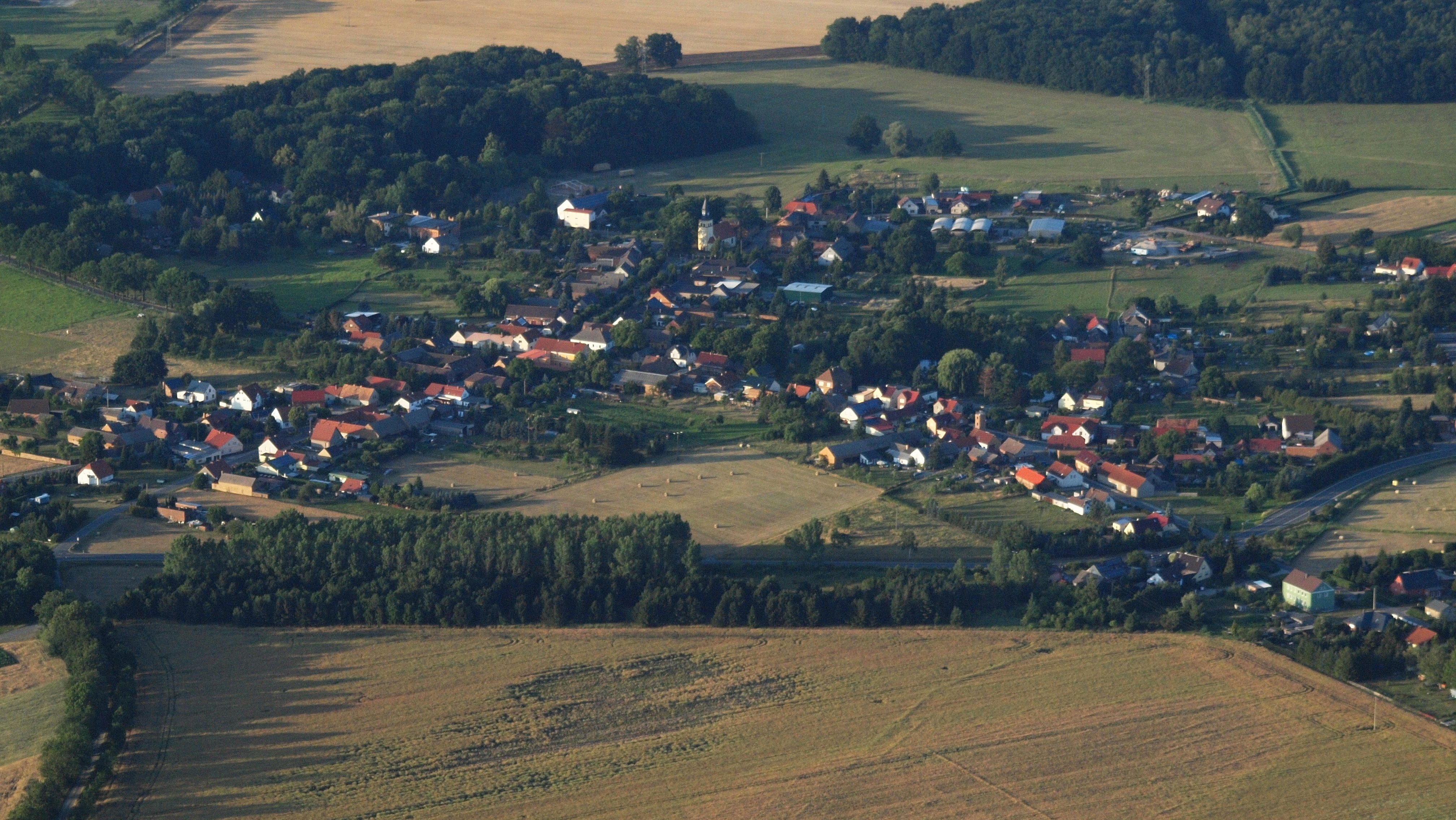
Wormlage, Luftaufnahme (2015)

## Geschichte

### Ortsgeschichte
Im Jahr 1396 wurde Wormlage erstmals urkundlich als Wurmluge in einer Abschrift erwähnt. Der Name leitet sich vom Bestimmungswort Wurm, das Wurm oder Insekt bedeuten kann, und bezeichnet einen Sumpf, an dem Insekten leben. Das Namenselement -lage geht auf Lug zurück, das vom niedersorbischen Ług Wiesenland oder Grassumpf abgeleitet wird. Lug ist in diesem Fall bereits ein Lehnwort aus dem Niedersorbischen. Der Ort wurde 1456 als Warmelage, 1492 als Wormlagk, 1541 als Wormligk, 1551 als Wormlugk und 1563 als Wurmlage sowie 1880 als Wormlag genannt. Im Ort befand sich ein Rittergut. Während des Dreißigjährigen Kriegs kam es 1642 zu starken Verwüstungen des Ortes durch schwedische Truppen. Dabei wurden das Rittergut und alle Gebäude bis auf eins und die Schenke zerstört. Im Ort lebten nur noch 28 arbeitsfähige Personen.
Anfang des 16. Jahrhunderts erscheinen die von Köckritz sowie die Familie von Kalkreuth als Besitzer des Ritterguts Wormlage. 1549 wird das Gut an die Brüder Georg, Heinrich und Hans von Sahla verkauft. Im Jahr 1648 wird als Besitzer Heinrich Friedrich von Lüttichau genannt, dessen Witwe 1664 Wormlage an Heinrich Otto von Köckritz veräußert. 1678 kauft Conrad von Rohr das Gut, das bis Anfang des folgenden Jahrhunderts im Familienbesitz bleibt. Vor 1715 wird noch ein Heinrich Dietloff von Hacke als Eigentümer genannt, bevor der Besitz an den Landesdeputierten des Gubener Kreises Adolf Isaak von Rackel geht. Dann erscheinen noch Caspar Ehrenfried von Kieckbusch (1755) und der Obristleutnant Johann Georg von Brandenstein als Besitzer des Gutes Wormlage. 1776 erscheint Ernst Albrecht von Schönfeldt (1746–1782) auf Werben mit dem Rittergut Wormlage samt seinen Sitzen und dem Pfarrlehn belehnt. Er gilt als Bauherr des Herrenhauses Wormlage. Ernst Albrecht von Schönfeldt begann seine Karriere auf der Brandenburger Ritterakademie und war mit Johanna Marie Freiin Digeon von Monteton (1752–1803) vermählt, die als Witwe 1786 Friedrich August Wilhelm von Pannwitz (1747–1805) auf Müschen heiratete und das Gut mit in die Ehe brachte. Zu dieser Zeit soll Wormlage ein kleines Kulturzentrum gewesen sein, das auch von dem großen deutschen Dichter Heinrich von Kleist in seinen Briefen erwähnt wird, wenn er von Besuchen bei seiner Pannwitz’schen Verwandtschaft in Wormlage berichtet, da seine Mutter die Schwester des Gutsherrn war. Während der Pannwitz’schen Besitzzeit, in alten Matrikeln die Geschwister von Pannwitz, bis 1885 wurde besonders die Entwässerung des Luchs vorgenommen. Hand in Hand damit ging der Torfstich, der ein begehrtes Brennmaterial war. Mitte des 19. Jahrhunderts bestand das Dorf Wormlage aus 61 Wohngebäuden mit 600 Einwohnern. Um 1880 nennt das erstmals amtlich publizierte General-Adressbuch der Rittergutsbesitzer der Provinz Brandenburg Herrn Ruhtz als Gutsherrn für Wormlage. Zum Gut gehörte eine Ziegelei und insgesamt 846 ha Fläche, davon waren 268 ha Forsten.
Wormlage gehörte zum Landkreis Calau. Von 1818 bis 1864 betrieb man im Ort unter anderem zwei Windmühlen, eine Schäferei, eine Ziegelei und eine Gaststätte. Die Entwässerung des umliegenden Gebietes, des Lugks, brachte ab 1847/1850 einen wirtschaftlichen Aufschwung. Dazu wurde 1853 gesondert eine Genossenschaft mit Kooperationsrechten namens „Sozietät zur Entwässerung des großen Lugs bei Wormlage“ gebildet. Im Jahr 1867 wurde im Ort eine eigene Postagentur errichtet. 1896 nennt das Handbuch des Grundbesitzes Max Beyer als Gutsbesitzer, mit Wohnsitz in Wormlage und in Dresden.
Nach der Fahnenweihe des Turnvereins am 18. Juni 1899 stiftete der neue Gutsbesitzer Adolf Freiherr von Schönberg-Thammenhain (1864–1927) Land auf dem sogenannten Krähenberg für die Anlage eines Sportplatzes. Im Jahr 1913 wurde der Sportplatz eingeweiht, der 1954 verlegt werden musste. Zu Beginn des 20. Jahrhunderts fanden viele Wormlager Landarbeiter besser bezahlte Arbeit in den umliegenden neu aufgeschlossenen Braunkohlegruben.
Am 17. April 1917 verkauft der Päpstliche Geheime Kämmerer und königlich sächsischer Kammerherr Adolf Freiherr von Schönberg-Thammenhain das Rittergut an Hugo Gabelmann, den Generaldirektor der Niederlausitzer Braunkohlenwerke. Gabelmann ließ das Schloss umbauen und den angrenzenden Park gestalten. 1929, kurz vor der großen Wirtschaftskrise, beinhaltete der Umfang des Rittergutes 802 ha. Als Verwalter fungierte Administrator H. Uhlemann. Administratoren wurden den Gutsbesitzern zumeist von Kreditgebern, wie den Ritterschaftsbanken, für die Verwaltung zur Seite gestellt. Nachdem Gabelmann im Mai 1930 tödlich bei einer Betriebsbegehung im Abraum der Grube Viktoria 1 verunglückt war, wurde er im Pusch, einem Waldstück hinter dem Schlosspark, beerdigt. Gabelmann förderte in seiner Zeit als Generaldirektor die Rekultivierungsforschung und legte somit einen der Grundsteine der heutigen Niederlausitzer Landschaft.
Zum Ende des Zweiten Weltkriegs zog in der Nacht zum 22. April 1945 die Rote Armee in Wormlage ein. Ein Großteil der Einwohner war bereits Richtung Westen geflüchtet. Unter den etwa vierzig verbliebenen Einwohnern im Ort gab es acht Tote. Bei der Einnahme Wormlages wurden zwei Häuser niedergebrannt. Am 19. Mai 1945 kehrten die meisten der geflüchteten nach Wormlage zurück. 69 Wormlager starben im Zweiten Weltkrieg.
Nach dem Krieg wurden die Ländereien des Rittergutes in der Bodenreform verteilt. Das Gutshaus wurde 1949 abgerissen.
Im Jahr 1964 schloss man Wormlage an das zentrale Wassernetz an. Von 1992 bis 2001 gehörte Wormlage zum Amt Großräschen. Am 31. Dezember 2001 wurde der Ort in die Stadt Großräschen eingemeindet.

### Einwohnerentwicklung
| Jahr | Einwohner | Jahr | Einwohner | Jahr | Einwohner | Jahr | Einwohner | Jahr | Einwohner | Jahr | Einwohner |
| ---- | --------- | ---- | --------- | ---- | --------- | ---- | --------- | ---- | --------- | ---- | --------- |
| 1875 | 504       | 1933 | 685       | 1964 | 624       | 1989 | 471       | 1993 | 465       | 1997 | 478       |
| 1890 | 514       | 1939 | 641       | 1971 | 591       | 1990 | 459       | 1994 | 474       | 1998 | 469       |
| 1910 | 632       | 1946 | 713       | 1981 | 498       | 1991 | 450       | 1995 | 475       | 1999 | 468       |
| 1925 | 659       | 1950 | 719       | 1985 | 474       | 1992 | 460       | 1996 | 485       | 2000 | 475       |

## Kultur und Sehenswürdigkeiten

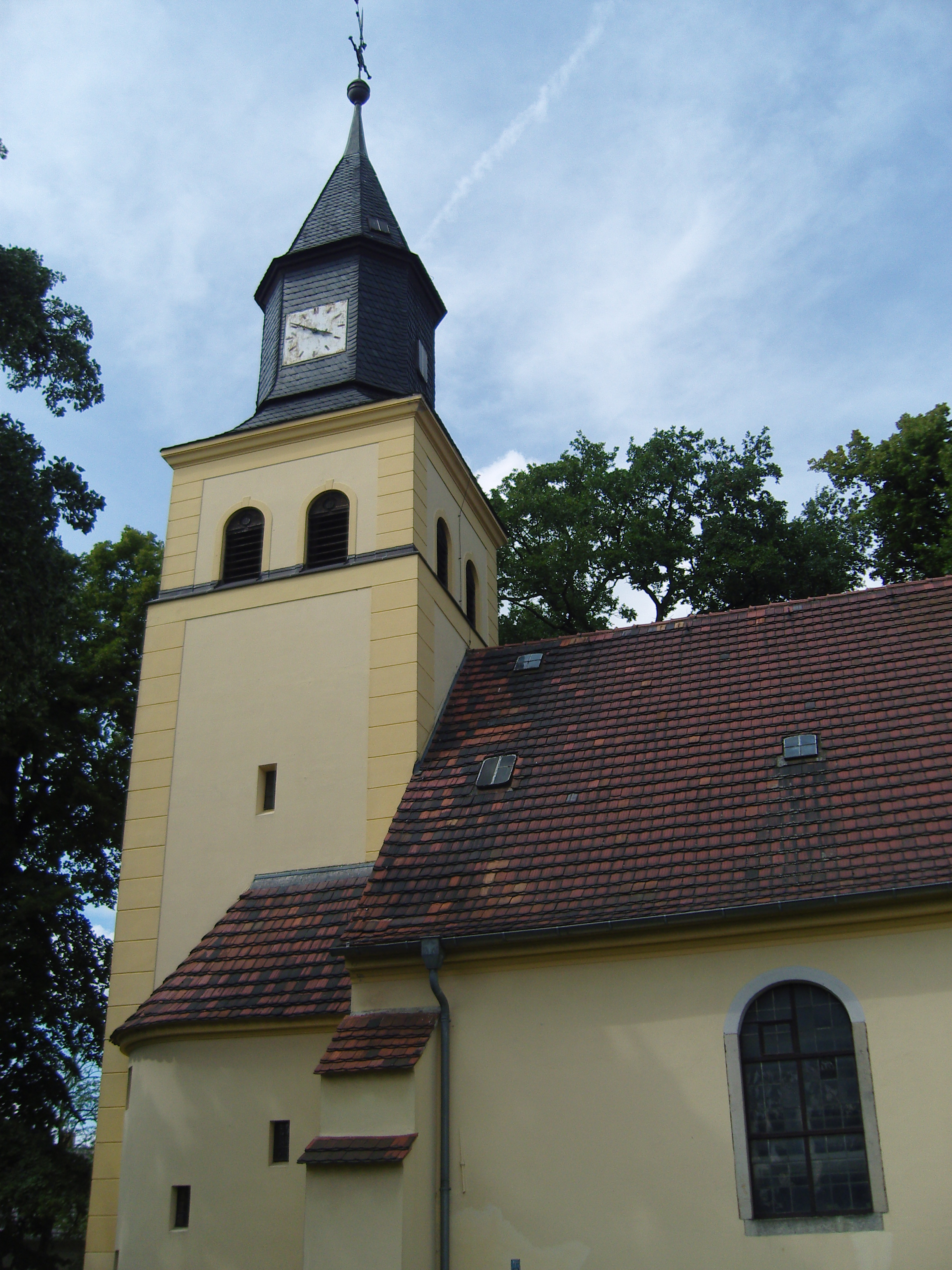
Dorfkirche

Im Ort befindet sich eine ausgedehnte Parkanlage mit Teichen, die zum ehemaligen Gutshaus gehörte. Im Jahr 2000 wurde sie rekonstruiert. Des Weiteren befinden sich Reste von zwei Windmühlen in Wormlage.
Die Wormlager Dorfkirche, die in den 1990er-Jahren restauriert wurde, gehört zu den Baudenkmalen der Stadt Großräschen. Der Grundstein für den Kirchturm wurde am 12. Juli 1914 gelegt. Bereits im Jahr 1917 wurde die kleine Kirchenglocke gespendet.
An die dreißig gefallenen Einwohner von Wormlage im Ersten Weltkrieg erinnert seit dem 12. Juni 1921 ein Kriegerdenkmal vor der Kirche.

## Infrastruktur
Durch den Ort verläuft von Großräschen nach Finsterwalde die Bundesstraße 96.

## Personen mit Verbindung zu Wormlage

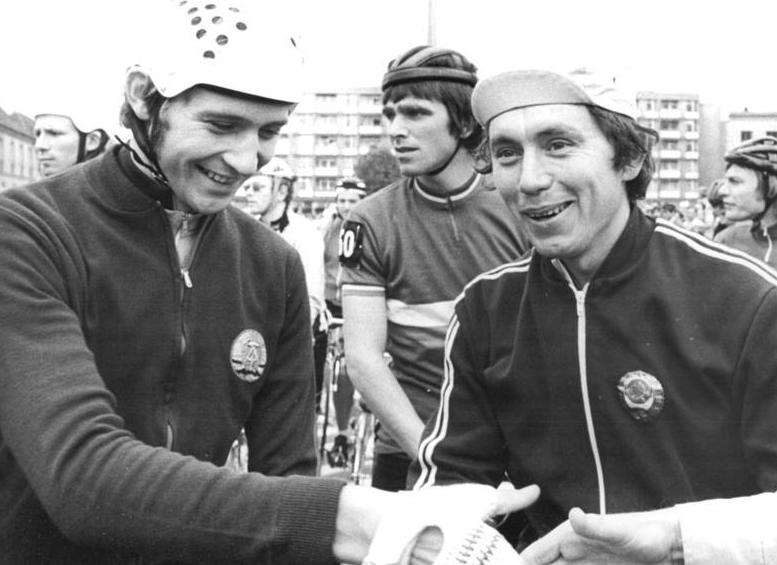
Hartnick (links)

Der Straßenradsportler und -trainer Hans-Joachim Hartnick wurde am 12. Januar 1955 in Wormlage geboren. Hartnick wurde unter anderem Weltmeister und gewann die Friedensfahrt.
Die Schriftstellerin Judith Rave war als Erzieherin der Kinder des Landesdeputierten von Schoenfeld in Wormlage tätig. Sie starb hier im Jahr 1807.

### Gedicht Ritter Wormsitz
- Georg Stephan. In: Niederlausitzer Mittheilungen – Zeitschrift der Niederlausitzer Gesellschaft für Anthropologie und Alterthumskunde. IV. Band, Heft 1.–4., Hrsg. Vorstand der Gesellschaft, Albert König, Guben 1895, S. 308–311. Digitalisat